# 芳原のぞみ
芳原 のぞみ（よしはら のぞみ、1978年6月7日 - ）は、日本の漫画家。兵庫県出身。既婚。

## 来歴
1997年、「板前のおにいさん」で、第39回『りぼん新人漫画賞』にて準入選。同作が同年の『りぼんオリジナル』（集英社、少女漫画誌『りぼん』の増刊）2月号に掲載され、そのままデビュー作となる。
以降『りぼん』やその増刊号である『りぼんオリジナル』をメインの活動の場として数作品執筆する。しかし『りぼん』時代においてはヒット作に恵まれず、単行本は全て1巻のみ、もしくは短編集で終わっている。
その後、各出版社に持込などを行うも結果が出ず、漫画を描くことを諦めかけていた頃に芳文社より4コマ漫画執筆の誘いを受け、現在の代表作となる『天使な小悪魔』の連載を『まんがタイムジャンボ』2005年7月号からスタートした。
その後『天使な小悪魔』は『まんがタイムラブリー』2006年3月号より並行連載となり、その人気に安定を見せることになる。
『まんがタイム』系列の漫画家では同じく『りぼん』出身作家で出身地も近い寿らいむと親交がある。

## 作風
自身の単行本の穴埋め漫画などで、自身を「少女漫画家」と称しているように『りぼん』出身の少女漫画家である事を証明するかのような、線の細い緻密な画風を持つ。ただし近作においては4コマ漫画に対応するため、通常においてはデフォルメおよび簡略化されたタッチの絵を使い、重要な場面である「決めゴマ」のみにおいて従来の線の細い緻密な画風を使用している。
代表作『天使な小悪魔』では、この少女漫画的なタッチが物語の舞台である水商売の傍目において華麗かつ可憐な雰囲気を描くのに非常に適しており、作品の人気を支える一助となっている。また「通常コマ」と「決めゴマ」の採用により絵に緩急が生じたため、より作品における「空気の流れ」が読みやすくなっていることも特徴として挙げられる。
『りぼん』時代においては前述の通り抜きん出た特徴的作風を持てずに埋没してしまった。しかし4コマ漫画においては、4コマ漫画家としてデビューした2005年当時においては1990年代に比較的多く見られた少女漫画的な作風を持つ作家の流入が頭打ちとなり、それに変わってアニメ・ゲームファン層に好まれる(=主に男性受けしやすい)「萌え」絵柄の作家が急速に台頭しつつある時期であり、旧態依然とした絵柄の作家が淘汰されようとする過渡期にあった。そのような中、デフォルメされた萌え絵柄と緻密な線で描かれた少女漫画風の絵柄を描き分けることで、前述の男性向け作品とはやや違った風合いの作品として表現することに成功し、なおかつ芳文社の『まんがタイム』系列誌が当時打ち出しつつあった萌え4コマ路線にもマッチして、プラスの武器となった。
ストーリーや作品そのものに関しては、近作の『天使な小悪魔』や『さくらんぼ。』などのようにアットホームな雰囲気を持つ作品が多いため、一種の癒し系漫画の執筆者である。

## 作品リスト

### りぼん作品

#### 単行本収録作品
- 板前のお兄さん 1997年6月18日発行 ISBN 9784088560267  - りぼん新人漫画家デビュー作集第13巻。タイトル作品扱いで収録。
  - 板前のお兄さん
  - 星になりたい（さかぐち夕海）
  - 青のシグナル（榎本ちづる）
  - 真冬のスペシャリスト（寿らいむ）
  - SUNDAY（羽坂絵奈）
  - +αのきもち（木月庭子）
- わたしと王子様 1998年7月20日発行 ISBN 9784088560939  - 本人名義での初単行本。短編集。
  - わたしと王子様
  - 笑いの道
  - 図書館のふたり
  - 板前のお兄さん
- お笑い少年少女 1999年9月19日発行 ISBN 9784088561677  - 短編集。
  - お笑い少年少女
  - 美人じゃないとダメ?
  - 愛してるけど、でも。
  - きみとお留守番
- 杏ちゃんのめくるめく日々 2000年3月20日発行 ISBN 9784088561974  - 全5話。本人にとっての初連載作品。
- 5-ファイブ!- 2000年11月20日発行 ISBN 9784088562407  - 全5話+書き下ろし1話の計6話。
- ガールクレイジー 2001年9月19日発行 ISBN 9784088563138  - 全5話。ごめ〜ん、ウソ（エッセイ&4コマ）をおまけとして収録。

#### 単行本未収録作品
- 桃天娘
- 仏の顔も三度まで
- くちびるに媚薬

### 芳文社作品
- 天使な小悪魔 - 全8巻、代表作といえる作品。また、自身にとって、初の「2巻以降」が出た作品となる。
  - 『まんがタイムジャンボ』2005年7月号 - 2010年12月号、2011年5月号
  - 『まんがタイムラブリー』2006年3月号 - 2011年1・2月合併号
  - 『まんがタイムオリジナル』2011年2月号 - 2011年4月号
- さくらんぼ。 - 全3巻
  - 『まんがホーム』2006年9月号 - 2012年1月号: 2007年10月号から2008年10月までと2008年12月号休載。
- ハピ×ハピ
  - 『コミックエール!』Vol.3 読切作品